# الفن المريمي في الكنيسة الكاثوليكية

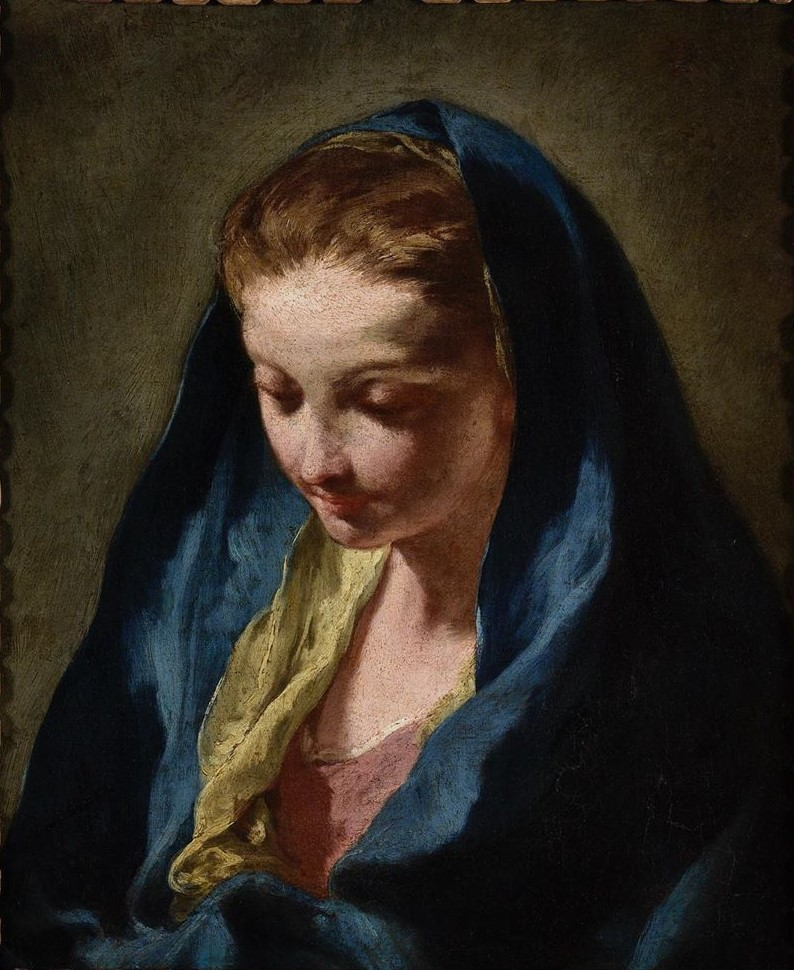

كانت مريم العذراء أحد المواضيع الرئيسية في الفن الغربي على مر العصور. أُنتجت العديد من اللوحات من الفن المريمي في الكنيسة الكاثوليكية والتي تغطي سلسلة من المواضيع، بواسطة الأساتذة مثل ميكيلانجيلو وبوتيتشيلي وحتى أعمال أنتجها فنانون غير معروفين.
يشكل الفن المريمي جزءًا من نسيج الثقافة المريمية الرومانية الكاثوليكية، بتأثيره العاطفي على تبجيل مريم العذراء. لا تعد الصور كالسيدة غوادالوبي والعديد من الترجمات الفنية كالتماثيل ببساطة أعمال فنية، بل عناصر أساسية في الحياة اليومية للمكسيكيين. بقي رفع كل من إيدالغو وزاباتا لأعلام غوادالوبي وصور عذراء غوادالوبي مفتاحًا لتوحيد العناصر في المكسيك. إن دراسة الماريولوجيا بوساطة مجال الدراسة في المذاهب والاعتقادات المتعلقة بمريم العذراء متشابك بطبيعته مع الفن المريمي.
تتألف بنية تعليم الماريولوجيا الكاثوليكية من أربع عقائد مريمية: دوام العذرية، وأم الرب، والحبل بلا دنس، والانتقال إلى السماء، المستمدة من الكتاب المقدس، وكتابات آباء الكنيسة، وتقاليد الكنيسة. هناك تأثيرات أخرى للفن المريمي كأيام الأعياد في الكنيسة، والظهوريات المريمية، وكتابات القديسين، والصلوات المشهورة كالمسبحة الوردية، ودرب الصليب، أو التقديس الكامل، وأيضًا المبادرات البابوية، والموسوعات البابوية المريمية والرسائل النبوية.
أثّرت كل من هذه المعتقدات الماريولوجية الأساسية على الفن المريمي الذي أصبح جزءًا من دراسة مريم العذراء بواسطة التأكيد على التبجيل المريمي، والذي يُحتفل به في الأعياد المريمية الخاصة، بل أصبح جزءًا من الكنائس المريمية الكاثوليكية الرومانية الأساسية. يركز هذا المقال بشكل أساسي على كيفية تقديم المكون الفني الخاص بالماريوليجيا الكاثوليكية الرومانية للمذاهب المريمية الأساسية للكنيسة الكاثوليكية، وبالتي تفاعلت معه، وأنشأت قوة شكلت ماريولوجية كاثوليكية عبر العصور.

## مزج الفن واللاهوت والروحانية
كان الفن عنصرًا متكاملًا في الشخصية الكاثوليكية منذ البداية. عُدّت زيارة الآثار الكاثوليكية في العصور الوسطى والذهاب إلى الحج أمرًا شائعًا. كانت الكنائس والأعمال الفنية الخاصة مخصصة لتكريم القديسين ومريم العذراء وكانت دائمًا ما تُعد أقوى شفيع بين القديسين؛ وكانت صورها موضوعًا للتبجيل بين الكاثوليكيين حول العالم.
لا تتألف الماريولوجيا الكاثوليكية ببساطة من مجموعة من الكتابات النظرية، بل تعتمد أيضًا على التأثير العاطفي للفن والموسيقا والهندسة المعمارية. تتفاعل الموسيقا والأضرحة المريمية مع الفن المريمي كمكون رئيسي في الماريولوجية، على سبيل المثال: يؤدي بناء الكنائس المريمية الكبيرة إلى قطع فنية كبيرة لتزيين الكنائس.
في القرن السادس عشر، أصبح خطاب غابرييل باليتي عن الصور المقدسة والمدنسة معروفًا بـ «التعليم المسيحي للصور» للكاثوليكيين، مع تأسسيها للنماذج الأساسية لاستخدام الصور كشكل من الإرشاد والتلقين الديني عبر الوعظ الصامت. شكّل إنجاز منهاج باليتي بواسطة قديسه المخلص القوي، تشارلز بروميو وتركيزه على «تغير الحياة المسيحية نظريًا» و«القواعد الشفوية للغة»، النهضة الكاثوليكية لمريم العذراء في القرنين السادس والسابع عشر وعزز العبادات المريمية كالتسبيح.
كمثال على تفاعل الفن والثقافة والكنائس المريمية، سالس بوبولي روماني، أيقونة مريمية رئيسية في روما في سانتا ماريا ماجوري، أقدم كنيسة مريمية في روما. بدأ طقس تتويج صور مريم العذراء في سانتا ماريا ماجوري في روما بواسطة البابا كليمينت الثامن في العصر السابع عشر. في عام 1899، ذكر يوجينيو باسيلي (البابا بيوس الثاني عشر لاحقًا) أول صلاة مقدسة أمامها في سانتا ماريا ماجوري. بعد خمسين عامًا، قام حرفيًا بتتويج هذه الصورة كجزء من العام المريمي الأول في تاريخ الكنيسة، إذ أعلن تتويج مريم العذراء كملكة. أخذت الصورة من سانتا ماريا ماجوري حول مدينة روما كجزء من الاحتفال بالعام المريمي وإعلان تتويج مريم العذراء.
مثال آخر هو سيدة المعونة الدائمة. تعبّد الكاثوليكيون أمام هذه الصورة لعصور، عادة في الولادات من أجل التشفع بالنيابة عن يسوع. خلال العصور، أنشئت العديد من الكنائس التي تكرس نفسها لسيدة المعونة الدائمة. كان البابا يوحنا بولس الثاني يقيم القداس في المعبد الوطني لسيدة المعونة الدائمة في الفلبين، إذ تُعد العبادة شائعة للغاية وتقيم العديد من الكنائس الكاثوليكية التاسوعية ويكرمها القداس كل يوم أربعاء باستخدام نسخة مطابقة للصورة، والتي تعرض دائمًا في المنازل والحافلات ووسائل النقل العامة في الفلبين. انتشرت عبادة الصورة من الفلبين إلى الولايات المتحدة، وبقيت شائعة بين الأمريكيين الآسيويين في كاليفورنيا. أواخر عام 1992، أنشئت أغنية المرأة التي ترتدي اللون الأزرق والذهبي في كاليفورنيا وأُدّيت في كنيسة القديس الفونسو ليغوري في روما حيث توجد الصورة. تبين هذه الأغنية كيف يمكن لعمل فني التأثير على أيام الأعياد والموسيقا الكاتدرائية والمريمية.
يجمع استخدام الفن المريمي في الكاثوليكيين حول العالم بين الأشكال الخاصة بالعبادة المريمية والروحانية. يؤكد استخدام الكاثوليكيون واسع الانتشار لنسخ تمثال سيدة لوردس التعبد والتسبيح والتي ذُكرت في رسائل لورديس. بالنسبة للكاثوليكيين، تعد تماثيل لورديس الملونة بالأزرق والأبيض تذكيرًا بأهمية تعبد التسبيح للورديس والملايين من الصلوات إلى تسبيح باسيليكا في عروض لورديس عن الكنائس والصلوات، والفن يمتزج ضمن الثقافة الكاثوليكية. بقيت صلاة التسبيح اختيارًا بين الكاثوليكيين الذين يزورون لورديس أو يعبدون تمثاله حول العالم.
تاريخيًا، لم يؤثر الفن المريمي على صورة مريم العذراء بين الكاثوليكيين فقط، بل على صورة يسوع أيضًا. كانت صورة كايريوس القديمة ليسوع «السيد والرب»، مؤكدة في رسائل بولس. غيّرت صور القرن الثالث عشر لميلاد السيد المسيح في الفن والتطوير الفرانسيسكي للصورة الشابة للمسيح عبر بناء مشاهد الميلاد المفهوم وكانت وسيلة تصوير صورة أنعم ليسوع تتناقض مع الصورة القوية والمشرقة في التجلي. عزز التأكيد على تواضع يسوع وفقر حالة ولادته المصورة في فن الميلاد، أن صورة الإله ليست قاسية ومعاقِبة، ولكنه شخصيًا متواضع منذ ولادته ومضحٍّ في موته. كما أضيفت صور المتع اللطيفة للميلاد إلى ألم الصلب (كما هو مصور في مشاهد نحو ستابات ماتر)، فقد بشرت سلسلة جديدة من المشاعر الدينية المقبولة عبر الفن المريمي مع تأثيرات ثقافية واسعة الانتشار لقرون عدة تلتها.
يُعد انتشار صور سيدة الرحمة مثالًا آخرًا لمزج الفن والتصوير بين الكاثوليكيين. في القرن الثاني عشر، استخدم سيتوكس أبي في فرنسا عنصر العباءة الحامية لمريم العذراء والتي قد حمت رؤساء وأمهات الدير المنحنين. في القرن الثالث عشر، كانت قيصرية هيسترباك مدركة أيضًا لهذا العنصر والذي أدى في النهاية إلى تصوير سيدة الرحمة مع التركيز المتزايد على فكرة الحفظ المريمي. في مطلع القرن السادس عشر، كانت صور سيدة الرحمة بين المواضيع الفنية المفضلة في البيوت في باريس. في القرن الثامن عشر، نسب القديس ألفونسو ليجوري شفاءه من الموت القريب عبر احضار تمثال لسيدة الرحمة إلى سريره.
قام البابا بيوس العاشر في رسالته النبوية «ارجيكونوبيوم كاسينينسينس» عام 1913 بترديد نفس العبارة التي تخص مزج الفن والموسيقا والدين عبر مقارنة الجهود الفنية للرهبان البندكتيين في مدرسة بيرون للفن (الذي أنتج مسبقًا سلسة «حياة مريم العذراء»)، مع إحياء الغناء الميلادي بواسطة البندكتيين في دير سولسميس وكتب: «مع هذه الموسيقا المقدسة، يثبت هذا الفن أنه علاج فعال لليتورجيا».

## تنوع الفن المريمي
عبّر الفن المريمي الروماني الكاثوليكي عن العديد من المواضيع النظرية المتعلقة بمريم العذراء، عادة بطرق بعيدة عن الوضوح والتي يمكن كشف معانيها بواسطة تحليل علمي مفصل فقط. كتبت العديد من الكتب والأبحاث الاكاديمية والأعمال العلمية الطويلة عن العديد من جوانب الفن المريمي في مواضيع عامة وخاصة كمادونا السوداء والسيدة سان خوان جون دي لاجوس وسيدة الرحمة وعذراء أوكوتلان أو هورتس كونكلوسس وآثارهم العقائدية.
تتضمن بعض المواضيع المريمية الأساسية:
| - حياة مريم العذراء، العبارة التي تشمل المواضيع السردية، وتتضمن: - البشارة - ميلاد يسوع - عشق المجوس - عشق الرعاة - هجر يسوع لأمه - بييتا - الافتراض في الفن - تتويج العذراء - تتضمن المواضيع الأخرى: - مادونا (الفن)، بما في ذلك مادونا والطفل والتنوعات كسيدة التواضع وسيدة الرحمة. - ستابات ماتر (الفن). - شجرة جيسي - العائلة المقدسة. |

استمر تقليد الفن المريمي الكاثوليكي لغاية القرن الواحد والعشرين بوساطة فنانين نحو مايغول بيجارانو مورينو وفرانسيسكو كارديناس مارتينيز.

## التبجيل القديم
التبجيل القديم لمريم العذراء موثق في سراديب الموتى في روما. تظهر اللوحات في السراديب مريم العذراء وابنها. كان من غير المعتاد الإشارة إلى مكان دفن القديس بطرس، لكن في الحقيقة، كشفت الحفريات في سرداب القديس بطرس عن لوحة جدارية قديمة جدًا لمريم العذراء مع القديس بطرس. تحتوي سراديب موتى بريسيلا الرومانية على أقدم لوحات مريم المعروفة، والتي يرجع تاريخها إلى منتصف القرن الثاني. تظهر مريم في واحدة منها مع الرضيع يسوع جالسًا في حضنها. كما يشتمل سرداب بريسيلا على أقدم جصية معروفة من البشارة، والتي يعود تاريخها إلى القرن الرابع.
بعد مرسوم ميلانو عام 313 ميلادي، سُمح للمسيحيين بالعبادة وبناء الكنائس بصورة علنية. غيرت الرعاية الكريمة والمنهجية للإمبراطور الروماني قسطنطين الأول ثروات الكنيسة المسيحية، وأسفرت عن تطور معماري وفني. أصبح تبجيل مريم العذراء أمرًا علنيًا وازدهر الفن المريمي. زُينت بعض أقدم الكنائس المريمية في روما والتي يعود تاريخها إلى القرن الخامس، مثل سانتا ماريا في تراستيفير، وسانتا ماريا أنتيكا وسانتا ماريا ماجوري بأعمال فنية مهمة عبر القرون. أدى تفاعل الفن المريمي مع بناء الكنيسة بالتالي إلى تطور الفن المريمي.
أصبحت مريم العذراء منذ ذلك الحين موضوعًا رئيسيًا للفن الغربي. أنتج أساتذة مثل ميكيلانجيلو، وبوتيتشيلي، وليوناردو دا فنشي، وجوتو، ودوشيو وغيرهم روائع بمواضيع مريمية.

## أم الرب

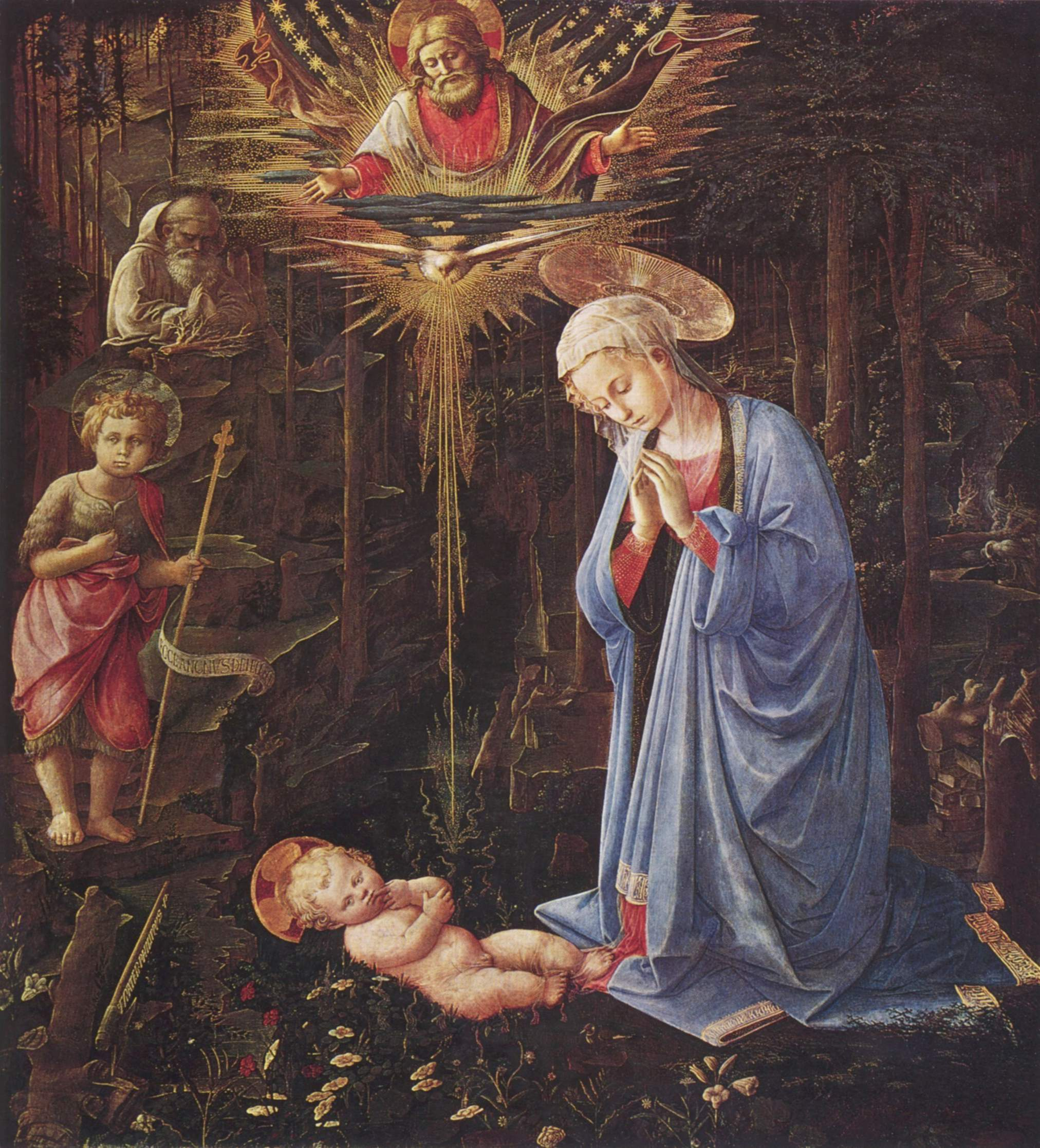
فرا فيليبو ليبي

إن مكانة مريم كأم الرب واضحة في الأناجيل، وقد تم تحديد الآثار اللاهوتية لذلك وأكدها مجمع أفسس (431). كانت جوانب مختلفة لدور مريم كأم، موضوع عدد كبير من الأعمال الفنية الكاثوليكية.
كان هناك توسع كبير في تعبد مريم بعد مجمع أفسس عام 431، عندما تم تأكيد مكانتها كأم الرب؛ وكان هذا الموضوع مصدرًا للجدل حتى ذلك الحين، بسبب بعض المواضيع المتعلقة بشكل أساسي حول طبيعة المسيح. لم تظهر مريم بتلك الهالة في الفسيفساء في كنيسة سانتا ماريا ماجيوري في روما، والتي يرجع تاريخها بين عام 40-432، بعد المجلس مباشرة، كما أنها لم تظهر في مشاهد المهد في هذا التاريخ، على الرغم من أنها مدرجة في عشق المجوس.